# Zaugline
Zaugline (en serbe cyrillique : Зауглине) est un village de Serbie situé dans la municipalité de Bajina Bašta, district de Zlatibor. Au recensement de 2011, il comptait 280 habitants.
Le village de Zaugline est situé à proximité de la rive droite de la Drina.

## Démographie
| 1948 | 1953 | 1961 | 1971 | 1981 | 1991 | 2002 | 2011 |
| ---- | ---- | ---- | ---- | ---- | ---- | ---- | ---- |
| 532  | 581  | 531  | 492  | 479  | 415  | 348  | 280  |

|  |